# 塞姆·科恩
塞姆·西奧多·科恩（英語：Samuel Theodore Cohen，1921年1月25日—2010年11月28日），暱稱山姆·科恩，生於美國紐約布魯克林區，核物理学家，被称为是“中子弹之父”。

## 生平
科恩的父母来自英国伦敦，但科恩在美国纽约的布鲁克林出生。科恩曾獲得洛杉磯加利福尼亞大學（UCLA）的物理学博士学位。
二次大戰期間，科恩曾参與美國的“曼哈顿计划”，協助設計了美國首顆原子彈。戰後，科恩在位于加州圣莫尼卡的兰德公司从事咨询工作，并在20世纪50年代首次提出了“中子弹”的概念。1958年，美國開始研發中子彈，1962年研發成功。
20世纪70年代，科恩曾是洛斯阿拉莫斯战略核武器小组（Los Alamos Tactical Nuclear Weapons Panel）的成员，曾建议美军在越戰中使用小型中子弹。
里根总统任上，科恩据称曾说服他下令制造了高达700颗中子弹。

## 代表著作
- 《耻辱：中子弹之父的自白》（“Shame: Confessions of the Father of the Neutron Bomb”）

科恩在其自传中声称“中子弹已然是所发明的最为道德的武器”（“The neutron bomb has to be the most moral weapon ever invented ...”）。

## 主要参考链接
1. 1 2 3  Stephen Miller.  (html). 华尔街日报. 2010-09-07  [2010年10月2日]. （原始内容存档于2012-11-11） （英语）.